# Parálisis de cuerdas vocales
La parálisis de cuerda vocal verdadera significa la pérdida de movimiento activo, desarrollado por una interrupción de la inervación motora de la laringe.

## Anatomía patológica
Las cuerdas vocales son bandas elásticas de tejido muscular que se localizan en la laringe, por encima de la tráquea. Estas cuerdas se mantienen abiertas cuando se inhala y llegan a cerrarse fuertemente cuando se traga o pasa saliva. Cuando uno habla, el aire que emana de nuestros pulmones permite que las cuerdas vocales lleguen a vibrar.
Los verdaderos pliegues vocales son bandas de tejido compuesta de músculo, ligamento fibroso y la mucosa que se extiende desde las aritenoides posteriores al cartílago tiroides. Las cuerdas vocales falsas o ventriculares están situadas por encima de los pliegues vocales verdaderos y están separadas de ellas por un receso lateral que es denominado ventrículo laríngeo. El ventrículo contiene glándulas productoras de moco que proporciona una lubricación para los pliegues verdaderos, que carecen de elementos glandulares. Las falsas cuerdas vocales son aducidas solo durante el cierre esforzado, como la maniobra de valsalva y el cierre reflejo de la laringe debido a estímulos nocivos. Normalmente no se aproximan durante la fonación; sin embargo, esto puede observarse en condiciones patológicas.

## Tipos de parálisis de cuerdas vocales
- Parálisis de cuerda vocal unilateral (PCVU)
- Parálisis de cuerda vocal bilateral (PCVB)

Entre lo más común de esta patología es la PCVU, mientras que la PCVB de las cuerdas vocales no es tan común, pero pueden causar la muerte. Si se padece de esta patología de parálisis de cuerdas vocales, estas cuerdas permanecen abiertas y dejan desprotegidos a los pulmones y las vías respiratorias, ocasionando una dificultad para tragar y posiblemente los alimentos o líquidos ingresen por la tráquea y los pulmones, causando malestar y problemas de salud.

## Causas
Una parálisis de cuerdas vocales resulta mortífero, siendo causado por cirugía de columna vertebral, extirpación quirúrgica de la glándula tiroides o quizás una intubación traqueal y también por la enfermedad denominada miastenia gravis que afecta y debilita a los músculos.

## Sintomatología
La sintomatología que presenta la parálisis de cuerdas vocales es un cambio en la voz (disfonía), la voz se produce con dos tonos concurrentes (diplofonía), una dificultad para respirar (disnea) y problemas para pasar alimentos (asfixia o tos al comer, porque la comida o bebida entra en la tráquea en lugar del esófago). 
Diagnóstico 
Es principalmente visual, mediante video laringoscopia en el cual se observará que las cuerdas vocales no se pliegan completamente.

## Tratamiento
El objetivo del tratamiento es obtener una adecuada permeabilidad de la vía aérea y preservar el habla con la deglución hasta alcanzar un equilibrio entre el resultado respiratorio y fonatorio.